# 千葉東警察署
千葉東警察署（ちばひがしけいさつしょ）は、千葉県警察が管轄する警察署。

## 所在地
千葉市若葉区小倉町859番地2

## 管轄区域
千葉市若葉区

## 庁舎概要
千葉東警察署庁舎
- 竣工年：1987年
- 延床面積：2,989m²
- 構造/規模：RC造、地上4階

千葉東警察署倉庫、車庫
- 竣工年：1987年
- 延床面積：637m²
- 構造/規模：RC造、地上2階

## 沿革
1987年（昭和62年）3月：開署。

## 不祥事
- 2011年（平成23年）1月14日：男性会社員誤認逮捕で釈放と発表。

冤罪事件として、松戸市の男性会社員（64）を下着窃盗と住居侵入の疑いで誤認逮捕し、約20時間後に釈放した。12日昼に千葉市の女性会社員アパートのベランダから女性用下着1枚が盗まれたが、被害者の目撃情報のみで会社員を12日深夜に逮捕。会社員は「身に覚えがない」と一貫して容疑を否認。会社員は事件当日、仕事で近くを通り掛かっただけだった。本部の藤崎雄一刑事総務課長（成田幸満ちゃん死体遺棄事件当時担当の千葉県警捜査一課長）は『被害者の目撃情報を過信して適切な捜査をしなかった。再発防止のため指導を徹底する。』と釈明している。

## 交番
- 大宮交番（千葉市若葉区大宮台4丁目1番1号）
- 小倉交番（千葉市若葉区小倉台4丁目18番5号）
- 桜木交番（千葉市若葉区桜木1丁目38番6号）
- 千城台交番（千葉市若葉区千城台西2丁目1番4号）
- 都賀交番（千葉市若葉区都賀3丁目10番8号）
- みつわ台交番（千葉市若葉区みつわ台3丁目13番3号）
- 若松交番（千葉市若葉区若松町360番3の一部）

## 駐在所
- 坂月駐在所（千葉市若葉区太田町47番地10）
- 中田駐在所（千葉市若葉区更科町2016番地）
- 中野駐在所（千葉市若葉区中野町226番地1）
- 野呂駐在所（千葉市若葉区野呂町1792番地）

## 主な事件など
- 女子中学生誘拐事件 - 1991年（平成3年）10月27日未明の1時ごろ、千葉市多部田町の路上で市内の市立中学校に通学していた1年生の女子生徒4人が補導員を装った中年の男（40歳代程度、身長約155 cm）に呼び止められ、うち1人（当時13歳、同市大宮台在住）が連れ去られたまま行方不明になっている失踪事件[1]。被害者は誘拐される約1時間前の0時ごろ、自宅に泊まりに来た同級生3人とともに[2]、自転車で自宅から約4.5 km離れた同市小倉台のミニストップ小倉台店へ夜食を買いに行っており[1]、その帰り道で「こんなところで何をしているんだ。お前らシンナーを吸っているだろう。16歳未満の者が深夜11時過ぎに歩いていると犯罪になる」などと声を掛けられ、誘拐された[2]。事件発覚から10日後の11月6日、千葉県警捜査一課と千葉東署は誘拐事件の可能性が高いとしてと捜査本部を設置し、公開捜査を開始[2]。当時は家族の意向から被害者の氏名・写真などは非公開であったが、情報提供が少なかったため、12月4日以降は被害者の氏名・写真を公開しての捜査が行われた[1]。事件から1年後の1992年（平成4年）10月までに一般市民から850件の情報提供がなされ、また捜査本部は7600人の対象者のうち不審者600人を調べたが、犯人と見られる男の特定につながる有力な情報は得られておらず[3]、未解決事件のままである。
- 千葉市都立高校教諭強盗殺人事件